# Polypedates impresus
Polypedates impresus är en groddjursart som beskrevs av Yang 2008. Polypedates impresus ingår i släktet Polypedates och familjen trädgrodor. Inga underarter finns listade i Catalogue of Life.